# شهر موش‌ها (رمان)
شهر موش‌ها (به انگلیسی: City of the Rats) جلد سوم مجموعه ی هشت جلدی«در جستجوی دلتورا»، اثر امیلی رودا(جنیفر روو) نویسنده استرالیایی است.